# Tourtoirac
Tourtoirac é uma comuna francesa na região administrativa da Nova Aquitânia, no departamento Dordonha. Estende-se por uma área de 25,15 km². Em 2010 a comuna tinha 652 habitantes (densidade: 25,9 hab./km²).